# STS-86
STS-86 foi uma missão espacial de 1997 realizada com o ônibus espacial Atlantis à estação orbital russa Mir.

## Tripulação
| Posição                  | Tripulantes        | Duração          | Pousou na |
| ------------------------ | ------------------ | ---------------- | --------- |
| Comandante               | James Wetherbee    | 10d 19h 20m 50s  | STS-86    |
| Piloto                   | Michael Bloomfield | 10d 19h 20m 50s  | STS-86    |
| Especialista de missão 1 | Vladimir Titov     | 10d 19h 20m 50s  | STS-86    |
| Especialista de missão 2 | Scott Parazynski   | 10d 19h 20m 50s  | STS-86    |
| Especialista de missão 3 | Jean-Loup Chrétien | 10d 19h 20m 50s  | STS-86    |
| Especialista de missão 4 | Wendy Lawrence     | 10d 19h 20m 50s  | STS-86    |
| Especialista de missão 5 | David Wolf         | 127d 20h 00m 50s | STS-89    |

### Trazido da Mir
| Posição                | Astronauta      | Duração          | Lançou na |
| ---------------------- | --------------- | ---------------- | --------- |
| Especialista de missão | / Michael Foale | 144d 13h 47m 22s | STS-84    |

Lawrence deveria substituir Foale a bordo da Mir; entretanto, como o tamanho mínimo considerado de segurança do traje espacial russo era grande nela, foi substituída por Wolf, originalmente escalado para subir ao espaço na missão STS-89 e se juntar a tripulação da Mir, o que acabou fazendo antes do previsto.